# Il figlio più piccolo
Pour plus de détails, voir Fiche technique et Distribution.
Il figlio più piccolo est un film italien réalisé par Pupi Avati, sorti en 2010.

## Fiche technique
- Titre : Il figlio più piccolo
- Réalisation : Pupi Avati
- Scénario : Pupi Avati
- Photographie : Pasquale Rachini
- Montage : Amedeo Salfa
- Musique : Riz Ortolani
- Production : Antonio Avati
- Pays d'origine :  Italie
- Genre : comédie dramatique
- Date de sortie : 2010

## Distribution
- Christian De Sica : Luciano Baietti
- Laura Morante : Fiamma
- Luca Zingaretti : Bollino
- Nicola Nocella : Baldo
- Sydne Rome : Sheyla
- Massimo Bonetti : Pilastro
- Alessandra Acciai : Dina Diasparro
- Gisella Marengo : Elvirina Badkian
- Pilar Abella : Invitata